# Kurt Münch
Kurt Münch war ein deutscher Sportfunktionär.
In der Zeit des Nationalsozialismus nahm er anfangs das Amt des Reichsdietwarts der Deutschen Turnerschaft wahr.